# 邾瀆
邾瀆，現在又稱邾瀆村，一個自然村落。
居民以徐姓、馬姓為主，位於太湖西濱，位於和瀆北邊，屬於江蘇宜興市周鐵鎮。村内有邾渎桥，为单孔平板桥，1980年重建，为渎区公路桥。